# Долина Мехіко

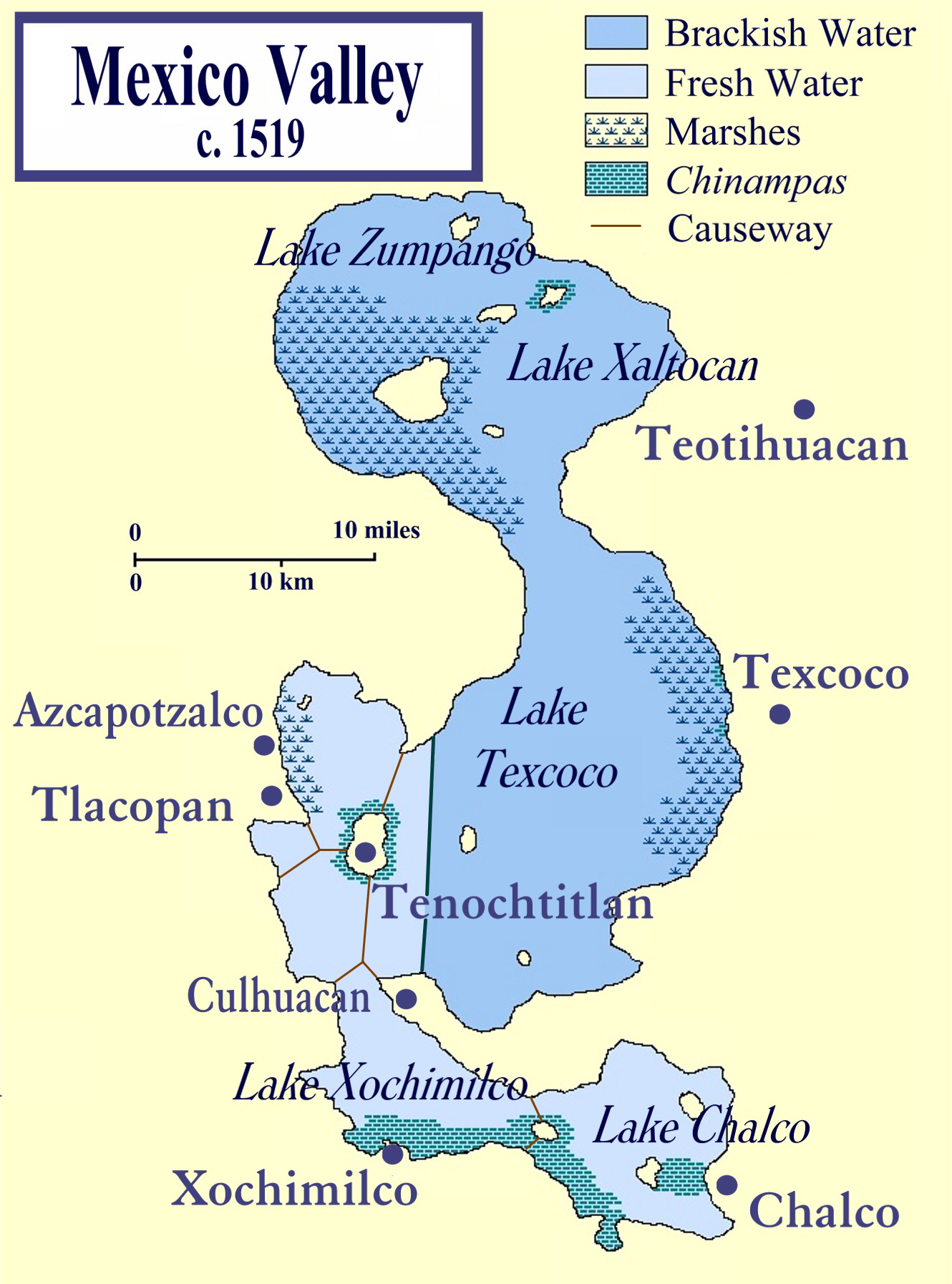
Система озер долини Мехіко на момент іспанського завоювання в 1519 році

19°40′00″ пн. ш. 98°52′00″ зх. д. / 19.66666667° пн. ш. 98.86666667° зх. д.
Доли́на Ме́хіко (ісп. Valle de México) — безстічна область в Трансмексиканському вулканічному поясі на високому плато в центральній частині Мексики. Долина містить більшу частину Агломерації Мехіко та велику частину штатів Мехіко, Ідальґо, Тласкала і Пуебла. Долина Мехіко зазвичай поділяється на чотири окремих басейни, найбільший з яких містить місто Мехіко, що часто отримує назву «долина Мехіко» у вузькому значенні. Долина має найменшу висоту близько 2200 м над рівнем моря та оточена горами і вулканами, що досягають висоти до 5000 м над рівнем моря. Гідрологічно долина поділяється на три частини: басейн висохлих озер на крайньому півдні долини, передгір'я та схили гір, які збирають більшість опадів, що потрапляють до долини. Всі ці райони містяться у всіх чотирьох басейнах долини. Тут часта сейсмічна активність та землетруси.
Долина була населена щонайменш 12 тис. років тому, приваблюючи людей м'яким кліматом (середні температури між 12-15 °C), великою кількістю тварин і можливістю підтримки сільського господарства. На цій території існували цивілізації Теотіуакан (800 до н. е. 800 н. е.)[уточнити], Тольтекська імперія (10 — 13 століття) та Ацтекська імперія (1325 — 1521) роки. На час прибуття іспанців, долина була найбільш густонаселеною територією у світі, тут мешкало понад мільйон мешканців, а за деякими даними до 20 мільйонів. Після іспанського завоювання, іспанці перебудували найбільші місто долини Теночтітлан, через деякий час перейменувавши його у Мехіко. На той час долина містила п'ять озер, Сумпанґо, Салтока, Сошімілко, Чалко і найбільше озеро Тескоко, що разом вкривали площу 1500 км², проте з ростом Мехіко, озера були осушені. Хоча хвороби та війни зменшили населення долини в десятки разів, станом на 1900 рік вона знову містила понад мільйон мешканців. Протягом 20 та 21 століть населення долини різко зросло через розвиток примисловості. З 1900 року населення подвоювалося кожні 15 років та досягло близько 21 млн мешканців лише в агломерації Мехіко, із значним населенням в інших частинах долини.
Ріст населення викликав значні проблеми з постачанням води та якістю повітря в долині, а гори утримують тут значну кількість забруднення повітря. Надмірне використання водних ресурсів викликало проблеми у місті, яке зараз опустилося нижче за історичний рівень ґрунтових вод. Це викликає значне навантаження на дренажну систему та вимагає будівництва нових тунелей та каналів.